# Wybory parlamentarne w Mongolii w 1973 roku
Wybory parlamentarne odbyły się w Mongolii 24 czerwca 1973 roku. W tym czasie kraj był państwem jednopartyjnym, rządzonym przez Mongolską Partię Ludową. MPL zdobyło 282 z 336 miejsc, a pozostałe 45 miejsca zajęli bezpartyjni kandydaci, którzy zostali wybrani przez MPL, ze względu na ich status społeczny. Frekwencja wynosiła 100%, a tylko 15 głosujących nie oddało głosu.

## Wyniki
| Partia      | Przywódca            | Lista zajętych miejsc | +/- |
| ----------- | -------------------- | --------------------- | --- |
| MPL         | Jumdżaagijn Cedenbal | 282                   | +30 |
| bezpartyjni | brak                 | 54                    | +9  |